# David Baszucki
David Baszucki (nascido em 20 de janeiro de 1963), também conhecido por seu nome de usuário no Roblox, david.baszucki; e nome de usuário de sua conta secundária, Builderman, é um empresário, engenheiro e inventor norte-americano nascido no Canadá. Normalmente é conhecido como cofundador e CEO da Roblox Corporation. Atualmente, Baszucki reside em San Mateo, Califórnia. Anteriormente, cofundou e foi CEO da Knowledge Revolution, que foi adquirida pela MSC Software em dezembro de 1998.

## Biografia
Baszucki nasceu em 20 de janeiro de 1963, no Canadá. Ele frequentou a Eden Prairie High School em Eden Prairie, Minnesota, onde foi o capitão de sua equipe de testes de TV na escola. Mais tarde, ele apresentou seu próprio programa de rádio para a KSCO Radio Santa Cruz, de fevereiro a julho de 2003. Baszucki estudou engenharia e ciência da computação na Universidade de Stanford. Ele se formou em 1985 como bolsista da General Motors, em engenharia elétrica.

## Carreira

### Knowledge Revolution
No final dos anos 1980, Baszucki, junto com seu irmão Greg Baszucki, desenvolveu uma simulação chamada "Física Interativa", que foi projetada como um suplemento educacional que permitiria a criação de experimentos de física bidimensional. Em 1989, os irmãos fundaram a empresa Knowledge Revolution, que se baseava na distribuição do programa "Física Interativa". Lançado originalmente para computadores Macintosh, o Interactive Physics ganhou vários prêmios. Na sequência da Física Interativa, a Knowledge Revolution lançou o software de design mecânico Working Model no início dos anos 1990.

### MSC Software e investimento
Em dezembro de 1998, a Knowledge Revolution foi adquirida pela MSC Software, uma empresa de software de simulação com sede em Newport Beach (Califórnia), por 20 milhões de dólares. Baszucki foi nomeado vice-presidente e gerente geral da MSC Software de 2000 a 2002, mas saiu para estabelecer a Baszucki & Associates, uma firma de Investidor-anjo. Baszucki liderou a Baszucki & Associates de 2003 a 2004. Enquanto era um investidor, ele forneceu financiamento inicial para a Friendster, um serviço de rede social.

### Roblox
Em 2004, Baszucki, junto com seu parceiro Erik Cassel - que trabalhou como VP de Engenharia de Física Interativa de Baszucki - começou a trabalhar em um protótipo inicial do Roblox, sob o título provisório DynaBlocks. Posteriormente, foi renomeado para Roblox, uma junção de "robots" e "blocks" (Robôs e Blocos, em Português) em 2005. O site foi lançado oficialmente em setembro de 2006. Em uma entrevista de junho de 2016 para a Forbes, Baszucki afirmou que a ideia para a criação do Roblox foi inspirada no sucesso de seus aplicativos de software de Física Interativa e Modelo de Trabalho, especialmente entre jovens estudantes.
Em uma entrevista de dezembro de 2016 ao VentureBeat, Baszucki disse: “Acreditamos que estamos começando a ver um efeito de rede. A retenção está aumentando à medida que mais pessoas vêm para brincar com seus amigos e têm mais chances de encontrá-los. ” Baszucki acredita que Roblox está inaugurando uma nova categoria de “coexperiência humana” que se tornará maior do que jogos ou vários outros tipos de mídia e entretenimento. Em uma entrevista de setembro de 2018 para a Forbes, Baszucki disse: "Logo quando começamos, imaginamos uma nova categoria de pessoas fazendo coisas juntas. Uma categoria que envolvia amigos, como redes sociais; uma categoria que envolvia 3D imersivo, como jogos; uma categoria que envolvia um conteúdo bacana, como uma empresa de mídia; e finalmente, uma categoria que tinha criação ilimitada, como um brinquedo de construção."
Baszucki possui uma participação de aproximadamente 13% na Roblox Corporation (a empresa que possui a Roblox), uma participação estimada em cerca de US $ 4,2 bilhões. Ele pretende usar a doação de qualquer receita líquida que ganhar com a listagem da Roblox na Bolsa de Valores de Nova York para fins filantrópicos.

## Prêmios e reconhecimento
| Um prêmio de Baszucki e uma patente de Erik Cassel |
| \| \| \| \| |
| O prêmio dos "(Goldman Sachs) 100 empreendedores mais intrigantes" de David Baszucki ao lado de uma patente Roblox sob o nome do cofundador Erik Cassel |
| {{{caption}}} |
| |

Baszucki recebeu os seguintes prêmios e homenagens:
- Goldman Sachs 100 Most Intriguing Entrepreneurs (2017, 2018);
- Comparably's Best CEO's for Diversity (2018, 2019);
- Bloomberb Businessweeks list of the top 50 people and ideas that defined global business in 2021.

## Vida pessoal
Baszucki mora na área da baía de São Francisco com sua esposa, Jan Ellison, e seus quatro filhos. Em uma postagem em blog em 2020, após o assassinato de George Floyd, Baszucki expressou seu apoio ao movimento Black Lives Matter, expressando consternação com a grande quantidade de desigualdade racial nos Estados Unidos.